# Parochamus
Parochamus is een kevergeslacht uit de familie van de boktorren (Cerambycidae). De wetenschappelijke naam van het geslacht werd voor het eerst geldig gepubliceerd in 1961 door Dillon & Dillon.

## Soorten
Parochamus is monotypisch en omvat slechts de volgende soort:
- Parochamus thomsoni (Chevrolat, 1855)